# Nhà thờ chính tòa Jaca
Nhà thờ chính tòa Thánh Phêrô (tiếng Tây Ban Nha: Catedral de San Pedro Apóstol) là nhà thờ chính tòa của Giáo hội Công giáo Roma Jaca ở Jaca, Huesca (tỉnh), Tây Ban Nha.
Kiến trúc đầu tiên của nó là kiến trúc Roman được xây ở Aragon (thập niên 1070 đến đầu thế kỷ 12) và là một trong những nhà thờ lâu đời ở bán đảo Iberia.